# Rita Papurello
Margherita Papurello dite Rita Papurello, née le 3 juin 1854 à Turin et morte en 1941, est une danseuse, maîtresse de ballet et chorégraphe italienne.

## Biographie
Élève de Victorine Legrain, formée à l'École de ballet de La Scala de Milan, Rita Papurello quitte l'Italie pour la France en 1875-1876 où elle est reçue deuxième danseuse au Grand-Théâtre de Lyon. En 1877, elle passe première danseuse au Théâtre royal de Gand puis elle gagne Paris en juin 1879 où elle apparaît dans des ballets de Jules Gendron à L'Alcazar et en février 1880 dans Le Tour du monde en 80 jours à Orléans.
Elle épouse le 16 septembre 1881 l'écrivain Eugène Debons et demeure au 48, rue de Moscou à Paris avec lui et sa famille. Mais l’idylle dure peu de temps. Debons à 64 ans et Rita Papurello, 27. Deux ans avant, hors mariage le couple à une fille, Jane, née le 20 novembre 1879.
Elle est première danseuse et maîtresse de ballet du Grand-Théâtre de Nancy de 1883 à 1886, se produit à Metz, Lunéville puis Angers et Brest avant d'être première danseuse en double travesti du Grand-Théâtre de Bordeaux en 1887-1888.
Elle travaille ensuite à Lyon au Casino des arts puis au Théâtre Bellecour (1891-1892) où elle crée les ballets de Le Petit Faust, La Fille de Madame Angot, Orphée et Eurydice et Le Petit Duc. Après un passage au Havre où elle joue dans Michel Strogoff, elle revient à Lyon au Théâtre des Célestins où elle apparaît dans Le Voyage de Suzette (avril 1892) qui est repris en décembre 1893 à Alger. En janvier 1893, elle œuvre pour L'Alcazar de Marseille puis devient pour la saison 1893-1894, maîtresse de ballet du Théâtre du Capitole à Toulouse.
Au changement de direction du Capitole, Rita Papurello passe à L'Olympia qu'elle quitte, alors en plein succès, de manière polémique en 1897, une jeune danseuse la mettant en cause lors d'un dîner dans ses relations avec le directeur. La jeune danseuse est alors considérée comme ayant été prise d'un accès de folie et Rita Papurello répond qu'elle quitte L'Olympia de son plein gré, sans qu'il y ait de rapport avec cet incident. La jeune danseuse en tout cas est retrouvée morte asphyxiée en octobre de la même année après avoir avalé un flacon d'acide carbonique.
En 1898, après plusieurs créations au Havre, Rita Papurello est engagée par le Théâtre des variétés. Elle passe en 1898-1899 à Rouen, demeure de son mari, où elle prend la suite d'Adelina Gedda. Son mari meurt en 1900. Rita joue dans vingt-neuf titres lyriques pour le Théâtre des Arts à Rouen et Arcachon avant de choisir, alors âgée de 45 ans, de quitter les grandes scènes.
Mais, en mars 1902, elle signe au Théâtre des Bouffes-Parisiens pour un ballet de Justin Clérice, Ordre de l'Empereur et dirige la troupe accompagnant l’orchestre d'Alexandre Luigini à Biarritz pour les représentations, entre autres, de Faust, Manon, Lakmé et Carmen en 1902-1903.
Passionnée d'entomologie, elle dépose le brevet d'un piège à cafards et autres insectes qui obtient un franc succès.
Elle épouse en 1905 le peintre Victor-Jean Daynes. En 1904-1905,elle se produit au Casino de Nice et au Grand-Théâtre de Toulon puis devient de 1906 à 1908 la maîtresse de ballet du Théâtre de la Porte-Saint-Martin et du Moulin-Rouge, sous le nom de Rita Daynes-Papurello dans ce dernier.
Le 20 août 1909, elle met en scène avec Alfred Curti et cent danseuses de la Scala de Milan et de L'Alhambra de Londres Les Filles de Bohême de George Byng pour la réouverture de L'Olympia, avec à l'affiche Ida Rubinstein.
Elle termine sa carrière au Théâtre du Châtelet. En parallèle de sa carrière, elle a toujours tenu un cours de danse, en divers lieux dont le 115 rue Bolivar à Paris et a formé de nombreuses danseuses dont une trentaine au Châtelet où elle a dirigé de 1910 à 1923 la troupe « Les Tutus Mignons », d'élèves de moins de 12 ans.

## Chorégraphie
- 1886 : Nymphes et Lutins de Louis de Romain[1]
- 1886 : Rita de Louis de Romain[1]
- 1895 : Le Scandale du Louvre, ballet-mimé, en 1 acte, de Léon Roger-Milès et Charles Akar, musique de Jules Bouval, Olympia, 8 octobre[5]
- 1895 : Les Petits Quarts d'heure d'Alfred Delilia, Olympia, 23 décembre[2]
- 1896 : Nousima, ballet japonais d'Edmond Missa, Olympia, 18 septembre[2]
- 1896 : Rêve de Noël, pantomime-ballet de Jean Lorrain, Olympia, 4 décembre
- 1896 : La Folie de l'or, grand divertissement de G. Chauvin, musique d'Oscar de Lagoanère[6]